# Rozšířená matice
Rozšířená matice je v lineární algebře matice získaná zápisem dvou matic za sebou, obvykle za účelem současného provádění stejných elementárních řádkových operací na obě dané matice zároveň. Jde o speciální případ blokové matice se dvěma bloky vedle sebe.

## Definice
Je-li {\displaystyle {\boldsymbol {A}}} matice typu {\displaystyle m\times n} se sloupci {\displaystyle {\boldsymbol {a}}_{1},\dots ,{\boldsymbol {a}}_{n}} a {\displaystyle {\boldsymbol {B}}} matice typu {\displaystyle m\times p} se sloupci {\displaystyle {\boldsymbol {b}}_{1},\dots ,{\boldsymbol {b}}_{p}}, potom rozšířená matice {\displaystyle ({\boldsymbol {A}}|{\boldsymbol {B}})} je typu {\displaystyle m\times (n+p)} se sloupci {\displaystyle {\boldsymbol {a}}_{1},\dots ,{\boldsymbol {a}}_{n},{\boldsymbol {b}}_{1},\dots ,{\boldsymbol {b}}_{p}}. 

## Použití

### Výpočet inverzní matice
Rozšířenou matici lze použít pro výpočet inverzní matice, kdy se pro potřeby výpočtu spojuje s jednotkovou maticí.
Například čtvercovou matici {\displaystyle {\boldsymbol {A}}} řádu dva
{\displaystyle {\boldsymbol {A}}={\begin{pmatrix}1&3\\-5&0\end{pmatrix}}}
lze invertovat tak, že rozšířená matice {\displaystyle ({\boldsymbol {A}}|\mathbf {I} )}, kde {\displaystyle \mathbf {I} } je jednotková matice stejného řádu,
{\displaystyle ({\boldsymbol {A}}|\mathbf {I} )=\left({\begin{array}{cc|cc}1&3&1&0\\-5&0&0&1\end{array}}\right)}
je pomocí elementárních řádkových operací upravena Gaussovou eliminací tak, aby se v levé části nacházela jednotková matice:
{\displaystyle (\mathbf {I} |{\boldsymbol {A}}^{-1})=\left({\begin{array}{cc|cc}1&0&0&-{\frac {1}{5}}\\0&1&{\frac {1}{3}}&{\frac {1}{15}}\end{array}}\right)},
Pravá část pak obsahuje matici inverzní k původní matici.

### Řešení soustav lineárních rovnic
Pro soustavu lineárních rovnic {\displaystyle {\boldsymbol {A}}{\boldsymbol {x}}={\boldsymbol {b}}} lze z matice soustavy {\displaystyle {\boldsymbol {A}}} a vektoru pravých stran {\displaystyle {\boldsymbol {b}}} braného jako matice s jedním sloupcem sestrojit rozšířenou matice soustavy {\displaystyle ({\boldsymbol {A}}|{\boldsymbol {b}})}. S touto rozšířenou maticí lze soustavu vyřešit např. Gaussovou eliminací.
Pro daný počet neznámých, závisí počet řešení soustavy lineárních rovnic pouze na hodnosti matice reprezentující soustavu a hodnosti odpovídající rozšířené matice. Konkrétně podle Frobeniovy věty jakákoli soustava lineárních rovnic je nekonzistentní (nemá žádné řešení), pokud hodnost rozšířené matice je větší než hodnost matice koeficientů; pokud naopak řády těchto dvou matic jsou si rovny, soustava má alespoň jedno řešení. Řešení je jednoznačné právě tehdy, když hodnost matice se rovná počtu proměnných. Jinak má obecné řešení tolik volných parametrů, kolik je rozdíl mezi počtem proměnných a hodností soustavy.

#### Ukázka:
Soustava lineárních rovnic v oboru reálných čísel
{\displaystyle {\begin{array}{rcrcrcr}x&+&y&+&2z&=&2\\x&+&y&+&z&=&3\\2x&+&2y&+&2z&=&6\end{array}}}
má matici soustavy
{\displaystyle {\boldsymbol {A}}={\begin{pmatrix}1&1&2\\1&1&1\\2&2&2\\\end{pmatrix}}}
a rozšířenou matici soustavy
{\displaystyle ({\boldsymbol {A}}|{\boldsymbol {b}})=\left({\begin{array}{ccc|c}1&1&2&2\\1&1&1&3\\2&2&2&6\end{array}}\right).}
Protože obě uvedené matice mají v oboru reálných čísel stejnou hodnost (2), má soustava alespoň jedno řešení. Protože hodnost je menší než počet neznámých (3), má soustava nekonečně mnoho řešení.
Naproti tomu, soustava
{\displaystyle {\begin{array}{rcrcrcr}x&+&y&+&2z&=&3\\x&+&y&+&z&=&1\\2x&+&2y&+&2z&=&5\end{array}}}
má matici
{\displaystyle {\boldsymbol {A}}={\begin{pmatrix}1&1&2\\1&1&1\\2&2&2\\\end{pmatrix}},}
a rozšířenou matici soustavy
{\displaystyle ({\boldsymbol {A}}|{\boldsymbol {b}})=\left({\begin{array}{ccc|c}1&1&2&3\\1&1&1&1\\2&2&2&5\end{array}}\right).}
V tomto případě matice koeficientů má hodnost 2, zatímco rozšířená matice má hodnost 3; proto tato soustava rovnic nemá žádné řešení. Zvýšením počtu lineárně nezávislých řádků se soustava rovnic stane nekonzistentní.